# Parafia św. Józefa w Sandomierzu
Parafia pw. Świętego Józefa w Sandomierzu – parafia rzymskokatolicka znajdująca się w diecezji sandomierskiej, w dekanacie Sandomierz. 
Parafia erygowana w 1934 z parafii katedralnej. Mieści się przy placu Świętego Wojciecha.